# Alkuin Volker Schachenmayr
Alkuin Volker Schachenmayr OCist (* 30. Dezember 1969 in Böblingen als Volker Schachenmayr) ist ein deutscher Ordenspriester des Zisterzienserstiftes Heiligenkreuz und Kirchenhistoriker.

## Leben
Volker Schachenmayr wuchs in Lake Placid, N.Y. (USA) auf. Seinen Schulabschluss machte er 1987 im Bundesstaat New York (USA). Danach studierte er am Swarthmore College bis zum Abschluss 1991 mit dem B. A. Danach studierte er an der Stanford University, wo er 1996 in Theaterwissenschaft promoviert wurde. Seine Dissertation trug den Titel Connection among Classical Statuary, the Grand Tour, and Stage Performance in the Age of Goethe. 1998 trat er in den Zisterzienserorden ein, die Einkleidung fand im Stift Heiligenkreuz statt. Er nahm den Ordensnamen des seligen Alkuin an, der einer der wichtigsten Gelehrten und Berater Karls des Großen war. 2002 erfolgte seine Feierliche Profess und 2004 seine Priesterweihe. Seine Promotion zum Doctor Theologiae in Kirchengeschichte schloss er an der Universität Wien im Jahre 2005 ab. Er wurde 2007 an der Hochschule Heiligenkreuz zum Professor für Kirchengeschichte des Mittelalters und der Neuzeit und Leiter des Europainstituts für Cistercienserforschung ernannt. Von 2007 bis 2019 war Schachenmayr Vizerektor der Heiligenkreuzer Hochschule. 2010 wurde er nach der Archivarsausbildung als Mitglied des Instituts für Österreichische Geschichtsforschung aufgenommen; er hatte bereits seit 2009 als Stiftsarchivar gewirkt und betreute das Archiv bis 2020. An der Katholisch-Theologischen Fakultät Würzburg wurde er 2016 für das Fach Kirchengeschichte des Mittelalters und der Neuzeit habilitiert; im selben Jahr in die Historische Sektion der Bayerischen Benediktinerakademie aufgenommen. Er hatte Lehraufträge an der Stanford University, der University of California in San Diego und Forschungsaufträge am Institute for Carmelite Studies in Washington, DC. 2007 bis 2009 war er der Direktor des überdiözesanen Priesterseminars Leopoldinum in Heiligenkreuz. Er betreute von 2014 bis 2020 den Heiligenkreuzer Debattierclub. Er ist Mitglied der ÖCV-Verbindung Sanctottensis. Von 2020 bis 2023 lebte und forschte Schachenmayr in der Erzabtei St. Peter der österreichischen Benediktinerkongregation in Salzburg.

## Werk

### Monographien
Die Stanford Dissertation (1996) befasste sich mit neoklassizistischer Ästhetik und der Bühnenpräsenz des Antiken bei Goethe. Daraus ist in New Theatre Quarterly der Aufsatz „Emma Lyon, the ‘Attitude’, and Goethean Performance Theory“ erschienen. 2005 veröffentlichte er eine überwiegend bio-bibliographische Studie über den Heiligenkreuzer Lehrkörper in der Zeit seit der öffentlichen Anerkennung der Studien (1802) in dem niederösterreichischen Stift. Schachenmayr publiziert seither regelmäßig bio-bibliographische Darstellungen von gelehrten Mönchen. Seine kirchenhistorische Dissertation über den Heiligenkreuzer Abt und langjährigen Präses der Österreichischen Zisterzienserkongregation, Karl Braunstorfer, wurde im Lukas Verlag veröffentlicht. Seine 2016 veröffentlichte Habilitationsschrift befasste sich mit dem klösterlichen Totenkult im Barock.

### Aufsätze
In zahlreichen Zeitschriftenaufsätzen beschäftigt sich Schachenmayr als Kirchenhistoriker und Theaterwissenschaftler mit der Geschichte der Prälatenklöster, das sind Klöster und Stifte der alten katholischen Orden mit erheblicher Grundherrschaft und Vorstehern im Rang eines Prälaten. Schachenmayr schreibt über Frömmigkeits- und Observanzgeschichte, wie auch über das Klostertheater. Seine Publikationen sind unter anderen in Cistercian Studies Quarterly, Archiv für Diplomatik, Analecta Cisterciensia, und Studien und Mitteilungen zur Geschichte des Benediktinerordens und seiner Zweige erschienen.

### Rhetorik und Plagiatsforschung
Ein zweiter Schwerpunkt seiner Forschung bildet die schriftliche und mündliche Rhetorik; in diesem Zusammenhang widmet er sich der Untersuchung von Klerikerplagiat. Im Jahr 2020 veröffentlichte Schachenmayr in den Analecta Cisterciensia eine kritische Besprechung von Bischof Stephen Robsons Dissertation über Bernhard von Clairvaux, in der er auf eine Reihe von Plagiaten aufmerksam machte. Der Fall war besonders kontrovers, da Robson für seine Doktorarbeit den Bellarmin-Preis der elitären Päpstlichen Universität Gregoriana erhalten hatte; sie galt somit als die beste Doktorarbeit des Jahres. Schachenmayr verwies in einem Aufsatz im Forum Katholische Theologie des Jahres 2022 auf mehrere problematische Stellen in Erzbischof Lucius Ugorjis Münsteraner Dissertation in Moraltheologie. In mehreren Tabellen erklärte der Heiligenkreuzer Professor seine Feststellung, dass die Dissertation zahlreiche lange Passagen enthielt, die bereits in älteren Publikationen von anderen Theologen veröffentlicht worden waren. Dennoch machte der nigerianische Doktorand die Textübernahme nicht kenntlich. Ugorji ist inzwischen Vorsitzender der Nigerianischen Bischofskonferenz.

### Herausgeberschaften
Von 2008 bis 2020 war er Herausgeber der Analecta Cisterciensia; im Jahr 2024 wurde er für eine fünfjährige Periode zum Herausgeber des Corpus Consuetudinum Monasticarum ernannt.

### Übersetzungen
Schachenmayr übersetzte Maurus Lindemayrs Theaterstück Der kurzweilige Hochzeitsvertrag (eine bäuerliche Parodie der Hochzeit von Marie Antoinette) ins Amerikanische, ebenso Texte zur Benediktsregel von Michaela Puzicha.

### Blog
Auf dem Blog Ordinis splendor und seinem Vorläufer, EUCist News, hat Schachenmayr Hunderte von Kurzessays zu überwiegend zisterziensischen Themen verfasst.

### Festschrift
2020 erschien die Festschrift Die Lebenswelt der Zisterzienser anlässlich des 50. Geburtstages des Heiligenkreuzer Mönches. Zum Band trugen 31 Autoren bei. Das Werk, im Umfang von 876 Seiten, erlebte eine zweite Auflage.

## „Disziplinierung“ durch Abt von Heiligenkreuz
2020 kritisierte Schachenmayr die von Abt Maximilian Heim veranlasste Vernichtung von Archivalien aus dem Nachlass von P. Norbert Stigler, dem ehemaligen Dekan der Hochschule Heiligenkreuz, der die Institution durch schwierige Zeiten geführt hatte. Als zuständiger Archivar wurde Schachenmayr nicht über die Aktenvernichtung informiert, woraufhin er Stiglers Pfarrgemeinderat über den rechtlich problematischen Vorfall informierte. Am 17. September 2020 sprach Abt Maximilian Heim eine Entlassung Schachenmayrs von allen Ämtern an der Hochschule (Professur und Institutsvorstand) und im Stift Heiligenkreuz (Archivar) aus. Nach zwei Semestern wurde er jedoch wieder in das Professorenkollegium der Hochschule aufgenommen. Die Herausgeberschaft der Analecta Cisterciensia übernahm ein fünfköpfiger Arbeitskreis. Als Archivar folgte ihm Meinrad Tomann nach. Am 5. Mai 2021 verfassten die Vorsitzenden der Arbeitsgemeinschaft der katholischen Kirchenhistoriker und Kirchenhistorikerinnen Österreichs (AKKÖ) einen öffentlichen Brief und protestierten gegen die unrechtmäßige Entlassung des Heiligenkreuzer Professors. Der Betreff des Briefes lautete: „Disziplinierung Prof. DDr. P. Alkuin Schachenmayr OCist“. Eine Stellungnahme des Stiftes behauptete, dass die im Brief genannten Anlässe nicht der Grund für die Entpflichtungen Schachenmayrs waren, aber die Entscheidung beschleunigten. Kurz darauf stellte Plagiatsexperte Michael Dougherty weitere Plagiate in Robsons Dissertation fest und beschrieb die mangelhafte Aufarbeitung durch die Gregoriana als Beispiel für notwendige Reform. Die römische Universität und Bischof Robson dementierten stets die Plagiatsvorwürfe.

## Veröffentlichungen (in Auswahl)
- The Corruption of Theological Institutions by Plagiarism in Dissertations (= Studies in Research Integrity. Bd. 1), Brill, 2022, ISBN 978-90-04-52905-2.
- Richard Kraliks Festrede zur Veröffentlichung von P. Nivard Schlögls deutscher Bibelübersetzung. In: Gesta Sanctottensis. Couleurwesen und Theologie. 2021, S. 106–118 (pater-alkuin.com [PDF]).
- Theaterkultur eines österreichischen Prälatenklosters in der Barockzeit. In: Analecta Cisterciensia. Band 68, 2018, ISSN 0003-2476, ZDB-ID 262-8, S. 240–265 (pater-alkuin.com [PDF]).
- Sterben, Tod und Gedenken in den österreichischen Prälatenklöstern der Frühen Neuzeit. Buchhandelsausgabe. Be&Be, Heiligenkreuz im Wienerwald 2016, ISBN 978-3-903118-16-4 (Würzburg, Julius-Maximilians-Universität, Habilitationsschrift, 2016).
- Abt Karl Braunstorfer (1895–1978). Abt von Heiligenkreuz und Abtpräses der Österreichischen Cistercienserkongregation (= Studien zur Geschichte, Kunst und Kultur der Zisterzienser. Bd. 24). Lukas Verlag, Berlin 2005, ISBN 3-936872-64-3 (Zugleich: Wien, Universität, Dissertation, 2005).
- Chrysostomus Hanthalers Briefe an die Brüder Pez. (Wien, Universität, Magisterarbeit, 2010; Volltext).
- Prägende Professoren in der Entwicklung des theologischen Lehrbetriebes im Cistercienserstift Heiligenkreuz 1802–2002. Bernardus-Verlag Langwaden, Grevenbroich 2004, ISBN 3-937634-08-8.